# Cynanchum mossambicense
Cynanchum mossambicense är en oleanderväxtart som beskrevs av Karl Moritz Schumann. Cynanchum mossambicense ingår i släktet Cynanchum och familjen oleanderväxter. Inga underarter finns listade i Catalogue of Life.